# Выдрицкий сельсовет
Выдрицкий сельсовет (бел. Выдрыцкі сельсавет) — упразднённая административная единица на территории Крупского района Минской области Белоруссии. Упразднён в 2009 году, населённые пункты включены в состав Ухвальского сельсовета.

## Состав
Выдрицкий сельсовет включает 4 населённых пункта:
- Большое Городно — деревня.
- Выдрица — деревня.
- Малое Городно — деревня.
- Прудок — деревня.